# Kardiomiopatija
Kardiomiopatije je naziv za skupinu različitih bolesti koje dovode do oštećenja funkcije srca. Kardiomiopatija može biti uzrokovana poremećajem srca što se naziva primarna kardiomiopatija ili srce može biti zahvaćeno poremećajim koji primarno zahvaćaju neke druge organske sustave pa se naziva sekundarna kardiomiopatija. Kardiomiopatija može nastati kao posljedica nasljeđenog gena, tj. mutacije pa se naziva nasljedna kardiomiopatija, a može biti i posljedica oštećenja štetnim tvarima ili procesima pa se naziva stečena kardiomiopatija. 

## Dilatativna kardiomiopatija
Dilatativna kardiomiopatija je bolest srca koje karakterizira povećanje klijetki i oslabljena kontraktilnost lijeve klijetke koja je normalne debljine stijenke.

## Restrikcijska kardiomiopatija
Poremećaj koji nastaje zbog smanjenja rastegljivosti srca i otežanog punjenja srčanih klijetki tijekom dijastole. Poremećaj može biti idiopatski, bez poznatog uzorka ili sekundaran u sklopu sustavnih poremećaja.

## Hipertrofijska kardiomiopatija
Poremećaj srca koji karakterizira zadebljanje srčane stijenke bez poznatog uzroka. Posljedica je mutacija gena za proteine sarkomere mišića srca.